# クレーマ共和国

クレーマ共和国
Repubblica Cremasca (イタリア語)

クレーマ共和国の位置（赤）

クレーマ共和国またはクレマスカ共和国（イタリア語: Repubblica Cremasca）は、かつてイタリアに存在した革命自治体である。クレーマの街とそのクレマスカ（「クレーマの」意）県（クレモーナ県の北部）は1449年からヴェネツィア共和国の一部であった（クレモーナは飛び地）。
1797年3月28日、フランス軍の一部隊が抵抗に遭わずに入城し、自治を破壊した。ヴェネツィアからの代官ザン・バティスタ・コンタリーニ（Zan Battista Contarini）公は逮捕され、土地の所有者と貴族市民により構成された新たな地方自治政府がクレーマの街と県を含んだ「クレーマ共和国」を宣言した。新たな共和国は3か月後の1797年7月10日にチザルピーナ共和国に統合された。